# 모질라 공용 허가서
모질라 공용 허가서(영어: Mozilla Public License, MPL)는 오픈 소스와 자유 소프트웨어 라이선스이다. 1.0판은 넷스케이프 커뮤니케이션즈 코퍼레이션의 변호사로 일하고 있던 미첼 베이커에 의해 작성되었고, 1.1판은 모질라 재단이 작성하였다. MPL은 변형 BSD 사용 허가서와 GNU 일반 공중 사용 허가서의 혼합적 성격을 띠고 있다.
모질라 공용 허가서는 모질라 애플리케이션 스위트, 모질라 파이어폭스, 모질라 선더버드 및 그 외의 모질라 소프트웨어들에 적용되었으며 2007년 말 어도비 시스템스가 어도비 플렉스에 모질라 공용 허가서를 적용할 것이라고 말했다. 그 밖에도 미디어코더, 콤포저 등이 모질라 공용 허가서를 따르며 선 마이크로시스템즈에 의해 공동 개발 및 배포 라이선스(CDDL)이라는 허가서로 개조되어 오픈솔라리스에 적용됐다.

## 같이 보기
- 모질라
- 모질라 재단
- 모질라 코퍼레이션
- 모질라 애플리케이션 스위트
- EULA